# مارجريت كونراد
مارجريت كونراد هي مغنية سويسرية، ولدت في 21 سبتمبر 1918 في لوسرن في سويسرا، وتوفيت في 2 أغسطس 2005.